# 急降下爆撃隊 (1941年の映画)
『急降下爆撃隊』（きゅうこうかばくげきたい、Dive Bomber）は、1941年に公開されたアメリカ合衆国の航空映画。監督はマイケル・カーティス。出演はエロール・フリンやフレッド・マクマレイなど。
日本では劇場未公開だったがテレビ放映され、その後『急降下爆撃機』の題でソフト発売された。
この映画は、第二次世界大戦前にアメリカ海軍航空機がテクニカラー撮影されたことで評価されており、アメリカ海軍の威容を見せる内容からプロパガンダ映画としての側面もある。主要場面の撮影は、ノースアイランド海軍航空基地に停泊していたUSSエンタープライズを約1週間貸し切り行われた。

## キャスト
※括弧内は日本語吹替（初回放送1973年4月1日『日曜洋画劇場』）
- ダグ・リー：エロール・フリン（中村正）
- ジョー・ブレイク：フレッド・マクマレイ（羽佐間道夫）
- ランス・ロジャース：ラルフ・ベラミー（川久保潔）
- リンダ・フィッシャー：アレクシス・スミス
- アート・ライオンズ：ロバート・アームストロング

## 登場する航空機
- SB2U ヴィンディケイター
- TBD デバステーター
- N3N カナリア
- SBC ヘルダイヴァー
- F2A バッファロー
- SBD ドーントレス